# ACQUA GROUP
ACQUA GROUP (アクアグループ) とは、日本の東京都新宿区歌舞伎町に本拠地を置く、2015年2月26日に設立されたホストクラブのグループである。
グループの会長は渡辺憲。